# Canadiana.org
Canadiana.org, anteriormente denominado el Instituto Canadiense de Microrreproducciones Históricas, es una organización sin fines de lucro dedicada a preservar el patrimonio de Canadá y hacerlo accesible en línea.

## Historia
El Instituto Canadiense de Microrreproducciones Históricas (CIHM) fue creado en 1978 por el Consejo de Canadá de acuerdo con las recomendaciones de la Comisión de Estudios Canadienses (organizada por la Asociación de Universidades y Colegios de Canadá). El informe de la comisión, To Know Ourselves, señaló varias preocupaciones importantes para el desarrollo del conocimiento de la investigación canadiense: la dificultad para acceder al patrimonio publicado de Canadá, distribuido de manera desigual por todo el país, y el estado de deterioro del material para el que no se han realizado esfuerzos de conservación.
El CIHM comenzó con el mandato de preservar las colecciones físicas más antiguas de Canadá para las generaciones futuras. La organización microfilmó materiales según los estándares de preservación, almacenó los másters en Library and Archives Canada y produjo copias en microfichas para distribuirlas en las bibliotecas de investigación de Canadá. A fines de la década de 1990, la colección del CIHM estaba en 85 bibliotecas y 100 000 usuarios tenían acceso cada año.
El lanzamiento inicial de Canadiana.org incluyó un 'Discovery Portal', que era una plataforma de búsqueda construida a partir de la recopilación de la información de catalogación (metadatos) de las principales bibliotecas digitales de Canadá. El portal convirtió cada tipo de metadatos en un formato común, permitiendo a los usuarios buscar 60 millones de páginas de material de patrimonio digital en poder de 33 bibliotecas de investigación, archivos y museos canadienses. Uno de los mayores contribuyentes fue la Universidad de Toronto .Descrito como "el Google de la historia canadiense" el portal rompió filas con la mayoría de las plataformas de búsqueda académica al simplificar su interfaz para atraer a los usuarios.
El 1 de abril de 2018, Canadiana.org se fusionó con Canadian Research Knowledge Network (CRKN). La CRKN es una asociación sin fines de lucro de 75 universidades canadienses que brinda servicios de suscripción a las primeras Canadiiana en línea desde 2006. A partir del 1 de enero de 2019, Canadiana.org brinda acceso abierto y gratuito a una gran colección de contenido histórico de texto completo sobre Canadá, incluidos libros, revistas y documentos gubernamentales.

## Servicios
Early Canadiana Online (ECO) es un repositorio digital que contiene unos 60 millones de páginas de fuentes primarias históricas catalogadas en 10 colecciones digitales. La base de datos se lanzó en 1999 en la Biblioteca de libros raros Thomas Fisher de la Universidad de Toronto con material digitalizado de la colección de microfichas del CIHM y un motor de búsqueda desarrollado en la Universidad de Waterloo. La colección ECO cubría inicialmente cuatro temas: literatura canadiense inglesa, viajes y exploración, historia de la mujer, historia del Canadá francés e historia aborigen. La nueva organización de la base de datos presenta tres categorías: monografías, publicaciones periódicas, revistas y periódicos; y publicaciones gubernamentales. Parte del material de origen incluye la digitalización de las relaciones con los jesuitas, los archivos de la Compañía de la Bahía de Hudson, las primeras publicaciones oficiales de Canadá, las primeras publicaciones periódicas canadienses, las revistas de salud y medicina y los artículos del Gobernador General de Canadá.

## Rol en la historia del hockey
En 2003, un historiador de hockey sobre hielo con sede en Toronto aprovechó las capacidades de búsqueda de ECO para rastrear los orígenes del deporte dos décadas antes (y miles de kilómetros más al oeste) de lo que se creía. La colección ECO incluía una carta de la expedición ártica de 1825 de Sir John Franklin que contenía la primera referencia escrita conocida a un juego de hockey jugado sobre hielo. Dirigida al geólogo británico Roderick Murchison de Fort Franklin en la orilla sur del lago Great Bear, Rupert's Land (hoy Territorios del Noroeste).
Varias ciudades canadienses, incluida Montreal (cuyo Montreal Gazette publicó el primer conjunto de reglas de hockey en 1875), Halifax y Windsor, reclaman la distinción de "lugar de nacimiento del hockey", mientras que los juegos similares de palo y pelota eran comunes (y sin duda jugado ocasionalmente en el hielo) a Europa y América del Norte a principios del siglo XIX. Tras el descubrimiento del pasaje de Franklin en ECO, la ciudad de Deline (sitio del original Fort Franklin) agregó oficialmente su reclamo.